# Rüştü Reçber
Rüştü Reçber (Antalya, 10 de mayo de 1973) es un exfutbolista turco. Jugaba como portero y su último club fue el Beşiktaş de la Superliga de Turquía. Jugó para clubes como el Fenerbahçe SK y el F. C. Barcelona y fue internacional en 120 ocasiones con la Selección de Turquía, lo que le convierte en el jugador que más veces ha vestido la camiseta de la selección turca.
Entre sus logros destacan un tercer puesto en la Copa Mundial de Fútbol de 2002 con Turquía, siendo uno de los porteros más destacados del torneo. Fue considerado el mejor guardameta del mundial de aquel año. En 2004, Pelé lo incluyó en su lista de FIFA 100, con los que a su juicio eran los 100 mejores futbolistas vivos del siglo XX.

## Biografía

### Antalyaspor y Fenerbahçe (1994-2003)
Rüştü fue descubierto por Ilie Datcu, quien se lo introdujo a un Fatih Terim que quedó impresionado por sus capacidades como guardameta y lo recomendó a los tres grandes clubes de Estambul: Galatasaray, Fenerbahçe y Beşiktaş. Inicialmente iba a firmar por este último, pero sufrió un accidente de tráfico que le impidió pasar el reconocimiento médico, por lo que la operación se canceló. Finalmente, Rüştü fichó por el Fenerbahçe, y aunque el principio no gozó de mucho protagonismo (se fue cedido al Antalyaspor), una lesión del portero titular le abrió las puertas del once inicial. Durante los años siguientes, ganó cuatro Ligas turcas con el equipo, demostrando sus cualidades.

### Barcelona (2003-2004)
Su buen hacer en la Copa Mundial de Fútbol de 2002 disparó su caché entre los grandes clubes europeos. Cuando finalizó su contrato en 2003 con el Fenerbahçe, equipos como la Juventus, el Barcelona, el Liverpool, el Manchester United, el Valencia CF o el Arsenal lo pretendieron, y en un principio parecía que su fichaje estaba hecho con este último, pero una discusión con el entrenador Arsène Wenger canceló su llegada. Finalmente sería el F. C. Barcelona (como promesa electoral de Joan Laporta) el equipo que se hizo con sus servicios.
En el club azulgrana, parecía que Rüştü tenía asegurada la titularidad debido a que los dos porteros de la anterior temporada se habían marchado. Rüştü empezó la pretemporada con buen pie, pero una inoportuna lesión hizo que se perdiera el inicio de temporada. Para cuando se recuperó, el entrenador Frank Rijkaard decidió darle la titularidad a un joven Víctor Valdés en detrimento de un Rüştü que no sabía nada de castellano. De hecho, el propio guardameta turco afirmó que esa era la razón por la que no era titular.

No es normal que un portero de mi historia y mi calibre se quede fuera porque no habla español.
Rüştü Reçber

A final de temporada, Rüştü solo había acumulado cuatro partidos en liga con la elástica azulgrana, alguno con un rendimiento cuestionable, como una derrota 3-0 del Barcelona ante el Racing de Santander, de los cuales dos goles fueron achacados a fallos del turco. En verano de 2004, en vista de que Rüştü no contaba con sitio en la plantilla, se le buscó una salida.

### Vuelta a préstamo al Fenerbahçe (2004-2007)
Rüştü fue cedido a su anterior club, el Fenerbahçe, en verano de 2004. Tras su cesión de una temporada, el turco rescindió su contrato con el club catalán y firmó con el Fenerbahçe un contrato hasta 2007.
Su participación en el club fue de más a menos, y para la temporada 2006-07, Volkan Demirel le había arrebatado tanto la titularidad en el club como en la selección turca. En 2007 finalizó su contrato con el equipo, de modo que Rüştü, buscando ocupar de nuevo la titularidad, decidió irse libre a uno de los máximos rivales del Fenerbahçe, el Beşiktaş.

### Besiktas (2007-2012)
Su llegada al club causó irritación en la hinchada de su antiguo equipo. Pese a una temporada aquejado de varias lesiones, pudo asentarse en la titularidad y destacarse con buenas actuaciones, incluyendo una elogiada actuación en la UEFA Champions League ante el Manchester United en Old Trafford que el Beşiktaş ganaría 0-1.

### Tras el retiro
Tras su retiro, Rüştü ejerce como directivo del Beşiktaş. En 2014 hizo unas declaraciones al diario español Sport en el que criticaba el fichaje de Marc-André ter Stegen por el F. C. Barcelona, afirmando que no tenía el suficiente nivel para reemplazar a Víctor Valdés como guardameta titular, y reiteraba su crítica hacia Frank Rijkaard al considerar que este no le dio oportunidades en su paso por el Barcelona.

### 2020: Un momento muy difícil de su vida
En marzo de 2020, Rustu contrajo la enfermedad pandémica del coronavirus. Fue internado, y su esposa relató su día a día mediante las redes sociales:
"Las 72 primeras horas fueron muy críticas. Rustu tuvo fiebre durante días y horas. Síntomas extraños que no se han experimentado, sentido o visto antes. Padeció una fuerte debilidad, fatiga, pérdida de apetito. La piel se le volvió gris, como los labios. Respiraba rápido y tenía dificultad para hacerlo, además de una tos que no terminaba. Tampoco hablaba, tenía el pulso irregular", explicó.
"Esta es la batalla de un ser vivo contra un nuevo virus que ha cambiado de tamaño y no es conocido para el cuerpo humano".

### Leve recuperación
En proceso de recuperación, fue el propio Rustu quien habló en una entrevista a un sitio web, y contó sus sensaciones tras haber sido dado de alta: 
"Estoy volviendo lentamente a ser yo mismo, mi salud mejora cada día. Mi cuerpo estaba un poco debilitado y tuve que enfrentar un tratamiento muy intenso. Ahora tendré que permanecer en cuarentena en casa por 15 días. Tuve un momento difícil, fue uno de los partidos más difíciles de mi vida, pero lo peor ha pasado y finalmente pude volver a casa".
Cuando fue internado, las primeras informaciones indicaban que sus situación era delicada, pero Rustu pudo superarlo y reconoció que la clave fue que había abandonado el cigarrillo: "Por suerte, dejé de fumar hace cinco años". Esta declaración está vinculada a que el COVID-19 ataca a los pulmones y por eso puede ser fatal para fumadores activos que ya tengan los órganos dañados.

## Selección nacional
Ha sido internacional con la selección de fútbol de Turquía en 120 ocasiones. Su mayor logro con la selección turca ha sido la obtención del tercer lugar en el Mundial de 2002, frente a uno de los organizadores, Corea del Sur.
En dicho campeonato fue uno de los mejores guardametas del torneo junto al alemán Oliver Kahn.
Durante el período 2005-2006 perdió la titularidad de la selección, para dar paso a Volkan Demirel, quien no logró afianzarse de lleno en la selección por varios errores cometidos, volviendo Rüştü a la titularidad luego de las fallidas eliminatorias al Mundial de Alemania 2006. Rüştü Reçber colgó las botas como internacional tras la Eurocopa de Austria-Suiza 2008, siendo titular en los partidos de cuartos de final y semifinales por una sanción a Volkan Demirel. Al llegar a Turquía, Rüştu fue aclamado por los turcos ya que fue uno de los artífices del llamado "milagro turco".
En los días previos a la convocatoria de Turquía para enfrentarse a España en la eliminatoria de la copa del mundo, Rüştü Reçber llamó al técnico Fatih Terim diciéndole que quería regresar al equipo nacional, Rüştü fue convocado y regreso definitivamente a la selección turca para las eliminatorias rumbo a Sudáfrica 2010.

### Participaciones en Copas del Mundo
| Mundial                        | Sede                  | Resultado    |
| ------------------------------ | --------------------- | ------------ |
| Copa Mundial de Fútbol de 2002 | Corea del Sur y Japón | Tercer lugar |

### Participaciones en Eurocopas
| Torneo        | Sede                   | Resultado        |
| ------------- | ---------------------- | ---------------- |
| Eurocopa 2000 | Países Bajos y Bélgica | Cuartos de final |
| Eurocopa 2008 | Austria y Suiza        | Semifinales      |

## Clubes
| Club            | País    | Año       | Partidos |
| --------------- | ------- | --------- | -------- |
| Antalyaspor     | Turquía | 1994      | 34       |
| Fenerbahçe SK   | Turquía | 1994-2003 | 240      |
| F. C. Barcelona | España  | 2003-2004 | 7        |
| Fenerbahçe SK   | Turquía | 2004-2007 | 29       |
| Besiktas JK     | Turquía | 2007-2012 | 99       |

## Palmarés

### Fenerbahçe
- Superliga de Turquía: 1995-96, 2000-01, 2004-05, 2006-07.
- Copa Atatürk: 1998.

### Beşiktaş
- Superliga de Turquía: 2008-09.
- Copa de Turquía: 2008-09, 2010-11.

### Individual
- Mejor arquero de la Copa Mundial de la FIFA : 2002.
- Arquero europeo del año: 2002.
- Tercer mejor arquero del mundo según la IFFHS: 2002.
- FIFA 100